# Francisco de Pisa
Francisco de Pisa (Toledo, 1534 - 3 de desembre 1616),fou un historiador espanyol.

## Biografia
Fou Doctor en Dret canònic i Catedràtic de Sagrada Escriptura al Col·legi de Santa Caterina i degà de les Facultats de Teologia i Arts Liberals de la Real Universitat de Toledo, així com capellà major de la Capella Mossàrab de la Catedral de Toledo. Va escriure i en va manar imprimir una Relación de algunas cosas que pasaron en estos reinos desde que murió la reina católica doña Isabel, hasta que se acabaron las comunidades en la ciudad de Toledo, de Pedro de Alcocer, encara que la seva perspectiva és més àmplia i afegeix, per exemple la vida dels arquebisbes d'aquesta ciutat; és particularment extensa la biografia del cardenal Cisneros i a l'obra s'afegeix a una història de Santa Leocàdia. Tracta també de les restes romanes i visigòtiques, dels carrers i places, i la seva història conclou el 1601. Pisa va ser un gran amic de El Greco i li va servir de model en alguns dels seus quadres, segons alguns autors. Estant capellà del Corpus Christi es va publicar a Toledo, el 1593, el seu ja raríssim treball titulat Declaración del Officio Diuino Góthico o Muzárabe, de su antigüedad y autoridad y del orden deste rezado en general, compuesta por el doctor..., capellán de la Capilla del Corpus Christi Muzárabe en la Santa Iglesia de Toledo, reeditat el 2010 per Juan José Antequera Luengo, amb les anotacions de li va fer Carbonero y Sol el 1873.

## Obres
- Descripción de la Imperial Ciudad de Toledo, i Historia de sus antigüedades, i grandeza, i cosas memorables; los Reies que la an señoreado, o gobernado, i sus Arçobispos más celebrados. Primera Parte repartida en cinco libros. Con la historia de Sancta Leocadia. Toledo: Pedro Rodríguez, 1605; 2.ª ed. Toledo: Diego Rodríguez, 1617.